# NK Stupnik
Nogometni klub Stupnik hrvatski je nogometni klub iz Stupnika kraj Zagreba.

## Povijest
Klub je osnovalo 1962. godine nekoliko ljudi, među kojima bio je i prvi predsjednik kluba Slavko Lisec.
Uz osnovnu djelatnost tj. igranje nogometa, NK Stupnik bio je uključen i u društveni život mjesne zajednice Stupnik. Poznate su bile i sportske igre – 'StupnikSloboda', gdje su se uz nogomet održavala natjecanja u kros-trčanju po kategorijama, šahu, stolnom tenisu, biciklizmu, pikadu i gađanju zračnom puškom. Po osnivanju NK 'Stupnik' uključen je u najniži rang natjecanja po razredima.
Od 1995. godine počinje zlatno doba NK Stupnik. Od najnižeg ranga svake godine penje se u rang više, te 1999. godine ulazi u 3. HNL gdje se natječe 2 godine. U tom razdoblju trener je bio prof. Goran Orešković. 
Od 2001. godine se natječu u ŽNL. 
Od sezone 2011./12. se natječe u 3. HNL – Zapad.
Od sezone 2012./13. se natječe u 3. HNL – Središte.
Legenda kluba Stipe Šporčić.

## Vanjske poveznice
- Službena stranica kluba
- Profil, HNS Semafor